# Чагуотер (Вайоминг)
Чагуотер (англ. Chugwater) — город, расположенный в округе Платт (штат Вайоминг, США) с населением в 244 человека по статистическим данным переписи 2000 года.

## История
В 2005 году властями округа была развёрнута рекламная кампания по привлечению в город новых жителей, согласно которой будущим переселенцами предлагались земельные участки стоимостью 100 долларов США при условии, что новые владельцы в течение года построят на участке дом и будут жить в нём как минимум два следующих года.

## География
По данным Бюро переписи населения США, город Чагуотер имеет общую площадь в 7,77 квадратных километров, водных ресурсов в черте населённого пункта не имеется.
Город Чагуотер расположен на высоте 1614 метров над уровнем моря.

## Демография
По данным переписи населения 2000 года, в Чагуотере проживало 244 человека, 64 семьи, насчитывалось 94 домашних хозяйств и 120 жилых домов. Средняя плотность населения составляла около 30,9 человека на один квадратный километр. Расовый состав Чагуотера по данным переписи распределился следующим образом: 95,90 % белых, 0,41 % — коренных американцев, 2,87 % — представителей смешанных рас, 0,82 % — других народностей. Испаноговорящие составили 4,92 % от всех жителей города.
Из 94 домашних хозяйств в 33,0 % — воспитывали детей в возрасте до 18 лет, 55,3 % представляли собой совместно проживающие супружеские пары, в 8,5 % семей женщины проживали без мужей, 30,9 % не имели семей. 26,6 % от общего числа семей на момент переписи жили самостоятельно, при этом 16,0 % составили одинокие пожилые люди в возрасте 65 лет и старше. Средний размер домашнего хозяйства составил 2,60 человек, а средний размер семьи — 3,18 человек.
Население города по возрастному диапазону по данным переписи 2000 года распределилось следующим образом: 29,9 % — жители младше 18 лет, 10,2 % — между 18 и 24 годами, 21,7 % — от 25 до 44 лет, 20,9 % — от 45 до 64 лет и 17,2 % — в возрасте 65 лет и старше. Средний возраст жителей составил 34 года. На каждые 100 женщин в Чагуотере приходилось 110,3 мужчин, при этом на каждые сто женщин 18 лет и старше приходилось 111,1 мужчин также старше 18 лет.
Средний доход на одно домашнее хозяйство в городе составил 23 750 долларов США, а средний доход на одну семью — 26 250 долларов. При этом мужчины имели средний доход в 24 688 долларов США в год против 17 917 долларов среднегодового дохода у женщин. Доход на душу населения в городе составил 10 609 долларов в год. 27,9 % от всего числа семей в округе и 30,3 % от всей численности населения находилось на момент переписи населения за чертой бедности, при этом из них были моложе 18 лет и 28,6 % — в возрасте 65 лет и старше.